# Копчик
Ко́пчик (уменьш., лат. coccyx), также ко́пчиковая кость (os coccygis) — нижний отдел позвоночника человека, состоящий из четырёх-пяти сросшихся рудиментарных позвонков.

## Этимология
Название этой кости, завершающей позвоночник, не имеет общепринятой этимологии. Одни выводят уменьш. слово «копчик» от русского слова «копец» (бугорок, холмик), другие — от русского слова «ко́бец» (хищная птица).
Как др.-греч. κόκκυξ («кукушка»), так и рус. копчик связаны с клювовидной формой кости.

## Функции
Копчик появляется у человека и других бесхвостых приматов, начиная с накалипитека (миоценовый период, 10 млн лет назад), представляя собой рудиментарный хвост. Несмотря на рудиментарный характер, копчик имеет довольно важное функциональное значение.
Передние отделы копчика служат для прикрепления мышц и связок, участвующих в функционировании органов мочеполовой системы и дистальных отделов толстого кишечника (копчиковая, подвздошно-копчиковая и лобково-копчиковая мышцы, формирующие мышцу, поднимающую задний проход, а также заднепроходно-копчиковая связка). Также к копчику прикрепляется часть мышечных пучков большой ягодичной мышцы, являющейся мощным разгибателем бедра.
Помимо этого, копчик играет роль в распределении физической нагрузки на анатомические структуры таза, служа важной точкой опоры — при наклоне сидящего человека вперёд точками опоры являются седалищные бугры и нижние ветви седалищных костей; при наклоне назад часть нагрузки передаётся копчику.

## Строение

Копчик в скелете таза человека выделен красным

Копчик в целом имеет форму изогнутой пирамиды, обращённой основанием вверх, а верхушкой — вниз и вперёд.
От первого копчикового позвонка отходят видоизменённые верхние суставные отростки, получившие название копчиковых рогов (лат. cornua coccygea). Копчиковые рога, соединяясь с крестцовыми рогами, участвуют в формировании крестцово-копчикового соединения по типу синдесмоза, подвижность в котором более выражена у женщин. В процессе родов копчик может отклоняться назад, увеличивая размеры родовых путей.
По боковым (латеральным) поверхностям тела первого копчикового позвонка располагаются рудименты поперечных отростков, остальные копчиковые позвонки отростков не имеют.

## Патология
Одной из наиболее распространённых патологий копчика является кокцигодиния, чаще встречающаяся у женщин. Причинами кокцигодинии являются травма, воспалительно-дегенеративные изменения копчиковой области (в том числе артроз крестцово-копчикового сочленения) или сочетание этих процессов.

## Дополнительные изображения

Позвоночный столб
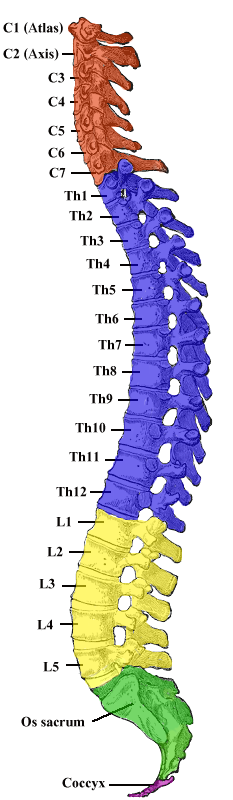
Позвоночный столб
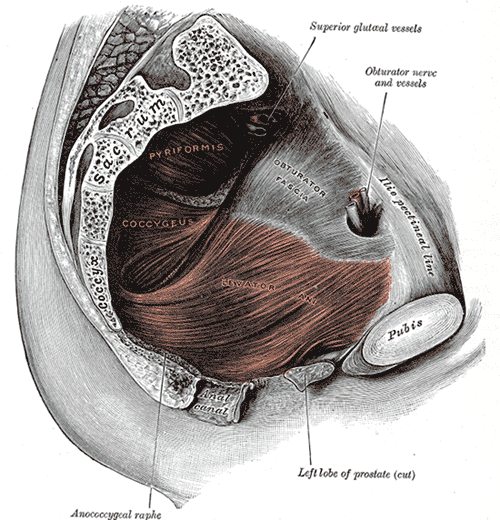
Левая мышца, поднимающая задний проход изнутри
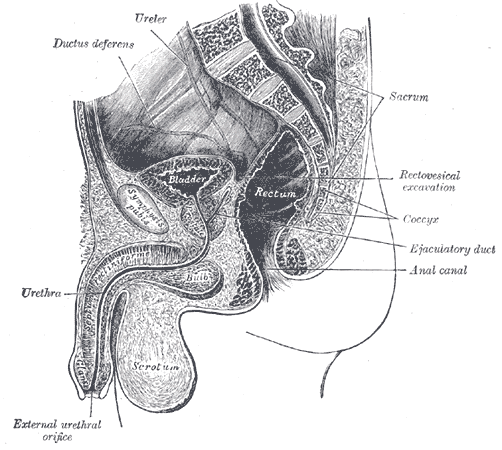
Срединное сагиттальное сечение мужского таза
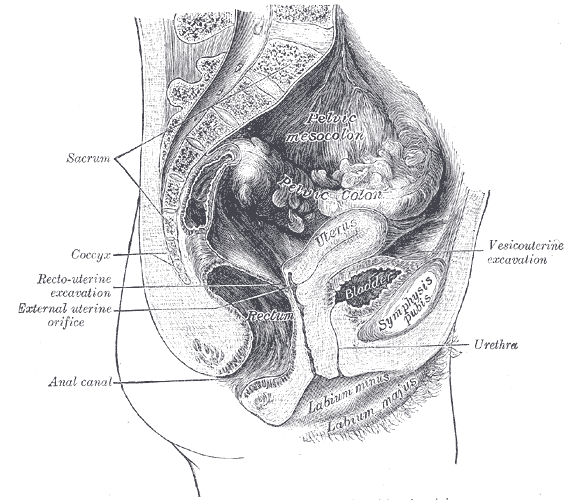
Срединное сагиттальное сечение женского таза